# Колония Оранжевой реки
Колония Оранжевой реки (англ. Orange River Colony, нидерл. Oranjerivierkolonie) — бывшая британская колония, созданная после оккупации территории в 1900 году, а затем присоединения к Британской империи в 1902 году, независимого Оранжевого Свободного государства во время Второй англо-бурской войны.
Во время войны британские войска вступили на территорию Оранжевого Свободного государства и заняли его столицу Блумфонтейн 13 марта 1900 года. Семь месяцев спустя, 6 октября 1900 года, правительство Великобритании официально заявило об аннексии государства, несмотря на то, что англичане ещё не заняли полностью всю территорию.
Правительство Оранжевого Свободного государства премьер-министра Абрахама Фишера переехало в Крунштадт и находилось там до конца войны. С 6 октября 1900 по 31 мая 1902 года, то есть во время аннексии, существовало неоднозначное видение конституционной ситуации с двумя конституционными органами и правительствами двух стран.
С точки зрения Оранжевого Свободного государства, независимость была утрачена только с ратификацией Феринихингского договора 31 мая 1902 года.
В 1910 году колония была включена в Южно-Африканский Союз как провинция Оранжевое Свободное государство. Провинция продолжала существовать до 1994 года, когда была образована провинция ЮАР Фри-Стейт — «Свободное государство».